# Георги Мутафчиев
Георги Младенов Мутафчиев е български политически активист, деец на Българския земеделски народен съюз.

## Биография
Георги Мутафчиев е роден в 1887 година в неврокопското село Сатовча, което тогава е в Османската империя. Тъй като е от бедно семейство, завършва само III клас и започва работа. Взима участие в Първата световна война, като на фронта попада под влиянето на идеите на БЗНС. След войнате активист на опганизацията в Неврокопско, заради което преследват от Вътрешната македонска революционна организация и в 1922 година е принуден да се изсели от Неврокопско. След Деветоюнския преврат в 1923 година взима участие в Юнските бунтове, след което се завръща в Сатовча.
През пролетта на 1924 година е отвлечен от дейци на влязлата в конфликт с БЗНС Вътрешна македонска революционна организация на 10 юни е убит в местността Царнака в землището на село Долен.